# Tholing
Het Tholingklooster (of Toling, mtho lding dgon pa མཐོ་ལྡིང་དགོན་པ) is het oudste klooster (gompa) in de Ngari-prefectuur van westelijk Tibet. Het is gelegen in de plaats Zanda, 60-70 km ten noorden van de grens met Ladakh, India. Het werd gebouwd in het jaar 997 door Yeshe-Ö, de tweede koning van het Koninkrijk Guge. In het Tibetaans betekent 'Tholing' "eeuwig zwevend in de lucht" wat iets zegt over de locatie op 3780 meter hoogte. Het complex bevat drie tempels, de Yeshe-Ö -, de Lhakhang Karpo- en de Dukhangtempel. Er zijn veel oude, kostbare en goed bewaarde fresco's.

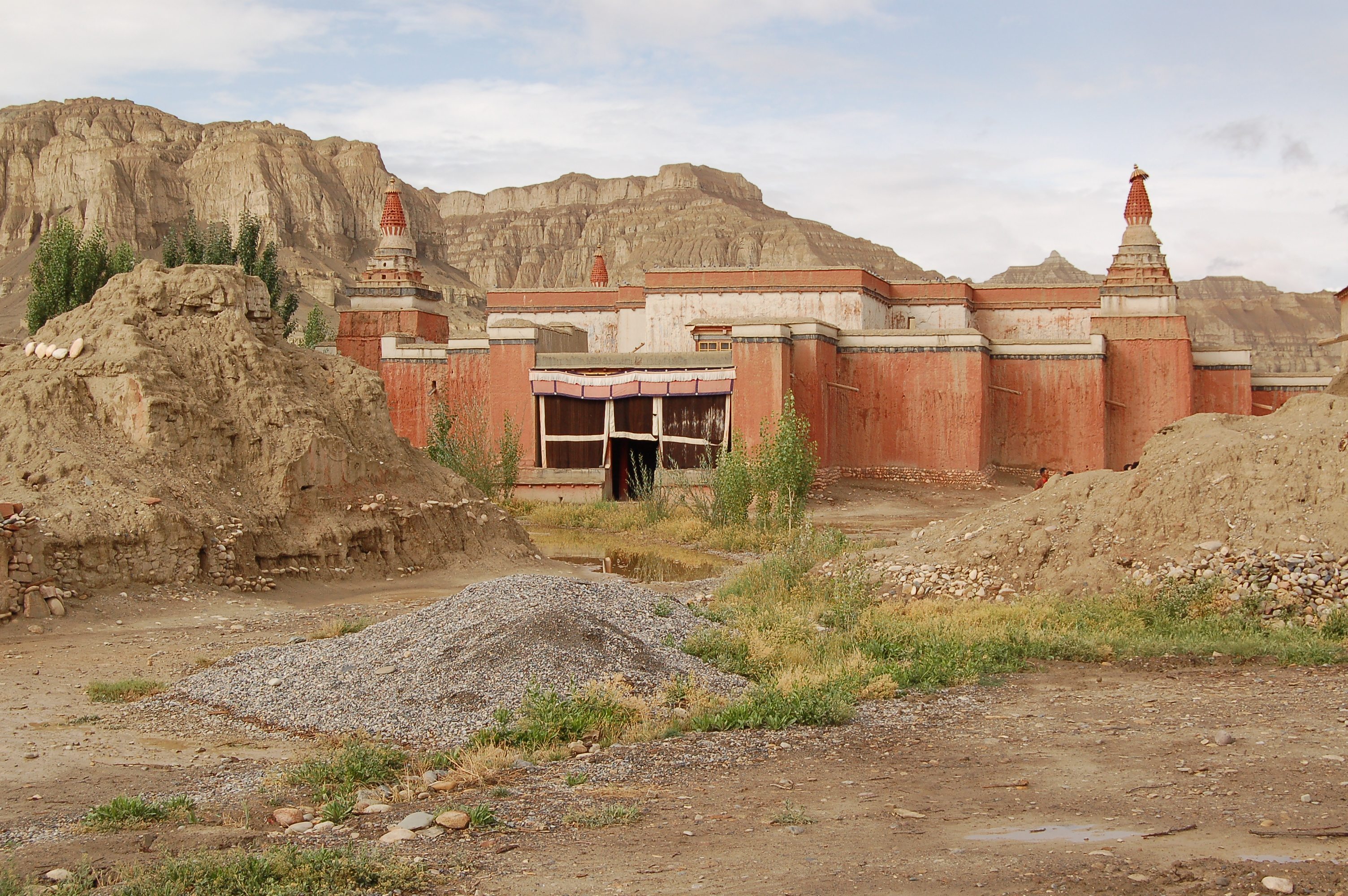
Rode Tempel

## Ligging
Het klooster is gesitueerd in afgelegen onvruchtbaar gebied in West-Tibet, in de plaats Zanda in het arrondissement Tsada. Het is hooggelegen op een steile wand in een canyon van de rivier de Langchen Tsangpo (of Sutlej). Er is een postkantoor en er zijn faciliteiten voor telecommunicatie. Het militair garnizoen van Zanda vormt het zuidelijk deel van de plaats. Tholing ligt 19 km ten oosten van Tsaparang, de voormalige hoofdstad van het koninkrijk Guge.

## Geschiedenis
Het klooster is een van de eerste die werden gebouwd aan het begin van de tweede verspreiding van het boeddhisme in Tibet. De bouw vond plaats rond het jaar 997 onder koning Yeshe-Ö van het Koninkrijk Guge. De koning sponsorde jonge mannen die novice in het klooster wilden worden. Om die reden droeg hij bij aan een studiebeurs voor Rinchen Tsangpo om naar Kashmir en India te gaan om te studeren en te vertalen. Hij hoorde bij een groep van 21 monniken die naar Vikramaśīla Mahavihara gingen, een instituut gespecialiseerd in tantra. Dit vond plaats rond het jaar 973, ze bleven daar 17 jaar. Slechts twee van hen, Rinchen Tsangpo en Lekpai Sherap, overleefden het klimaat, slangenbeten en ziekten, en keerden terug naar Tibet. Rinchen Tsangpo bouwde de drie belangrijkste tempels in het klooster.
De koning nodigde de Indiase meester Atisha (982-1054) uit om naar Guge te komen. Hij verbleef van 1042 tot 1045 in het klooster en was met zijn grote kennis een belangrijke factor in de revival van het boeddhisme in Tibet. Veel Indiase geschriften werden door hem of onder zijn leiding vertaald in het Tibetaans. Hij stichtte in Tholing de Kadampaschool, een strenge, sobere stroming. Hier vanuit verspreidde het boeddhisme zich weer over Tibet. Later stichtten Atisha’s volgelingen de Kagyustroming met nadruk op fysieke en mentale meditatietechnieken. Hieruit kwam later de dominante Gelugtraditie voort. In het laatste deel van de 11e eeuw werd een conferentie georganiseerd in de Gyatsa Jhakhangtempel (ook bekend als Yeshe-Ö tempel) een tempel uit de 11e eeuw die in puin lag en die later werd gerestaureerd.

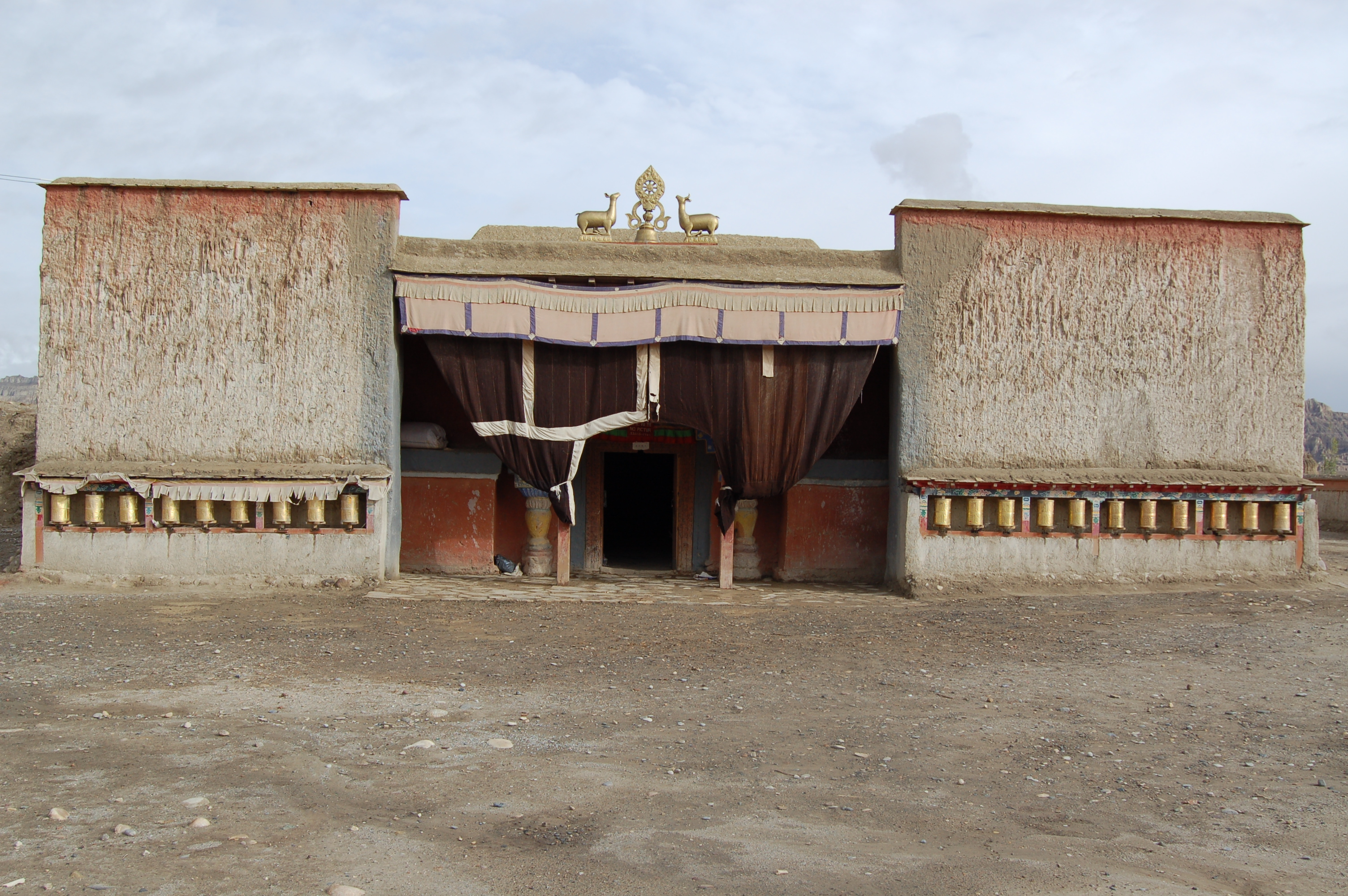
Witte Tempel

Tholing werd de toegangspoort voor Indiase geleerden om bezoeken te brengen aan Tibet en het boeddhistische gedachtegoed opnieuw te verspreiden. Onder bescherming van de koning van Guge markeerde dit klooster de ontwikkeling van het ascetisch boeddhisme in Tibet. Hierdoor werd het klooster ook in India bekend.
Het klooster kreeg internationaal meer bekendheid nadat Lama Govinda, een Duitse boeddhistische monnik, 1948 het klooster bezocht had. Hij bracht foto's mee van schilderijen, beelden en decoraties. Tijdens de culturele revolutie werd het klooster deels verwoest en prijsgegeven aan de elementen; sommige gebouwen werden gebruikt als opslagplaats. Begin 21e eeuw bestaat het nog voor het grootste deel uit ruïnes, al zijn gedeelten ervan, en ook muurschilderingen in West-Tibetaanse stijl, bewaard gebleven.
In een recent rapport (2011), over "The Cultural History of Western Tibet 8th to 15th century and Cultural Preservation", wordt geconcludeerd dat de stijl van Binnen-Azië te herkennen is in de afbeeldingen die zijn ontdekt in de grottempels.
In de Lotsava Lhakhang in Riba, in Ngari, is een afbeelding blootgelegd met acht monniken, onder andere Rinchen Tsangpo, van de groep die naar Kashmir werd gestuurd door Yeshe-Ö, om geschriften van het Mahayanaboeddhisme naar West-Tibet te brengen.

## Architectuur en inrichting

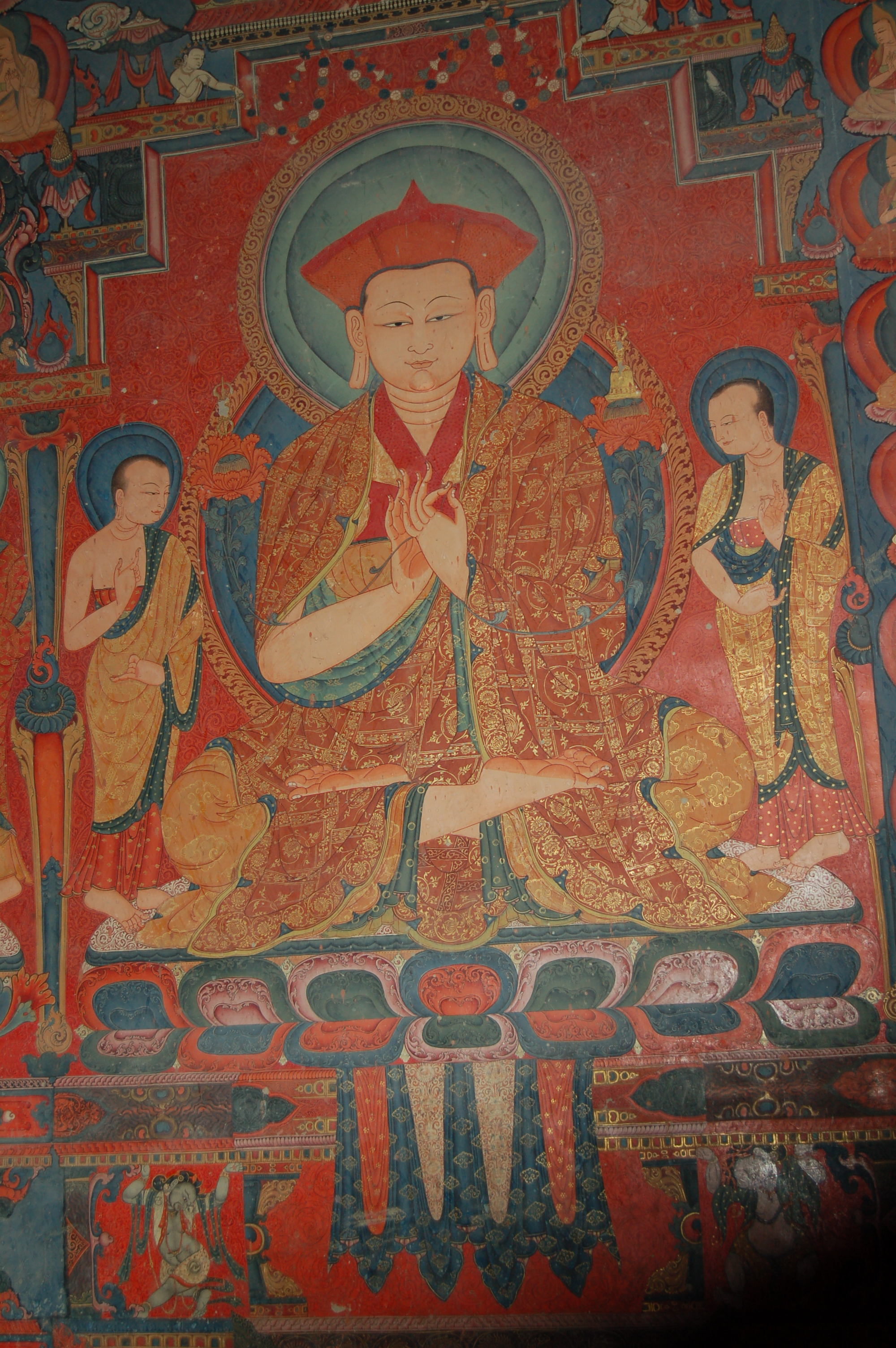
Muurschildering in de Witte Tempel

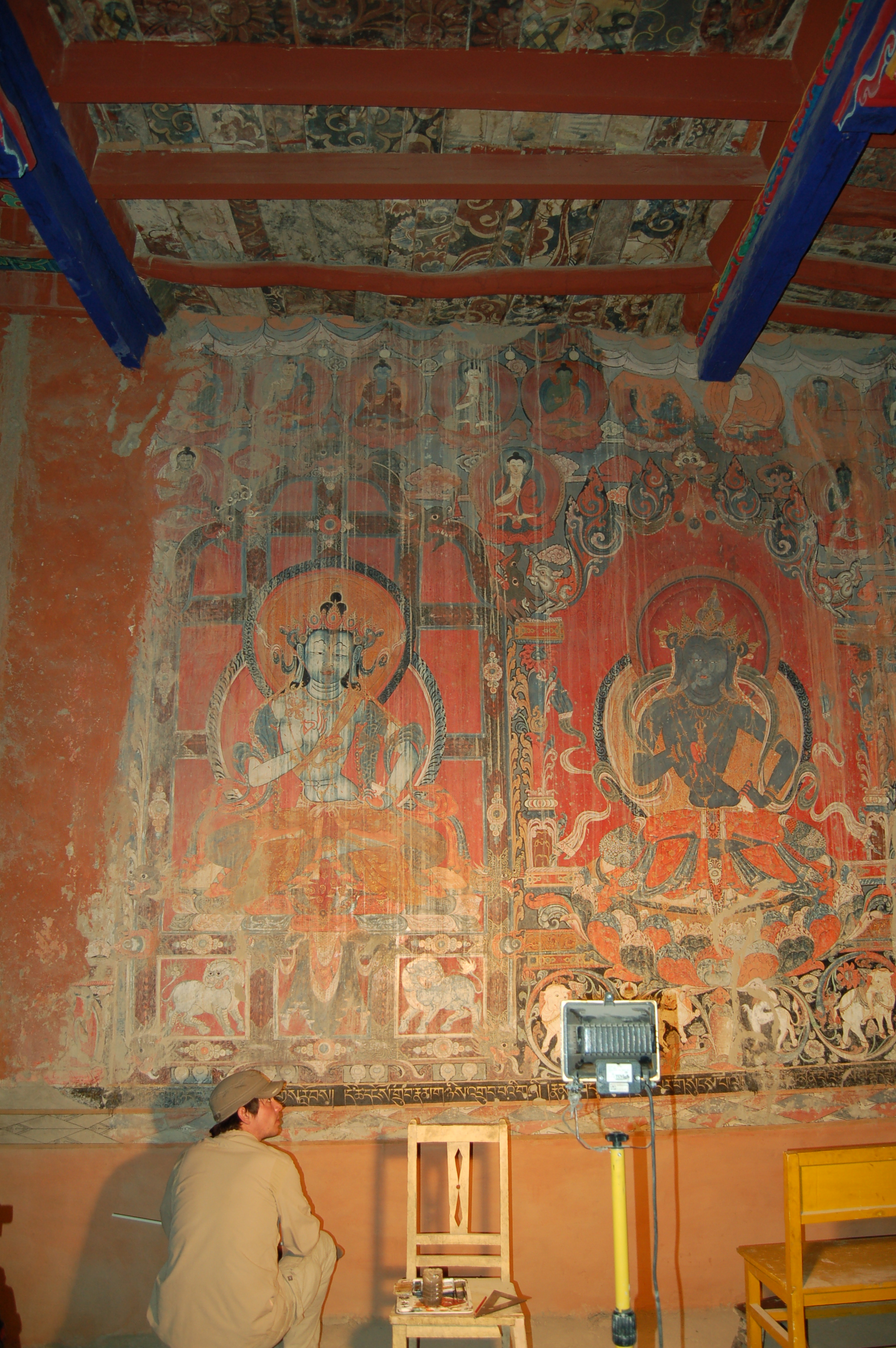
Restauratie van muurschildering, Witte Tempel

Het kloostercomplex heeft een aantal rechthoekige bakstenen gebouwen. Het is ommuurd en de ingang is naar het oosten gericht. Tot de culturele revolutie waren er zes tempels. Er zijn portretschilderijen van Tsongkhapa, Sakya Pänchen en veel andere monniken, gedateerd op de 15e en 16e eeuw.
De Yeshe-Ö tempel, de meest prominente, ook Gyatsa tempel of gouden huis, is gemaakt van baksteen, met rode bakstenen torens. Kleurrijke chortens bevinden zich aan de buitenzijde van de vier hoeken. De tempel is weer opgebouwd in mandalastijl, na door de Chinezen te zijn verwoest, en bevat diverse kapellen. De muurschilderingen in de kapellen ontkwamen aan de vernielingen omdat ze werden gebruikt als opslagplaats voor graan. De kapel bij de ingang huisvest een museum. De als fraai beschouwde Neten Lakhang- en Tongy-kapel, werden geheel verwoest.
De Dukhang (vergaderzaal) is versierd met schilderijen van Yeshe-Ö en andere belangrijke personen. Deze zijn behoorlijk gedetailleerd en tonen de kleding die in die tijd werd gedragen. Gebeeldhouwde godheden in de muren van de zaal, in zittende houding, zijn bekleed met textiel en sieraden. De schilderijen en beelden dateren uit de 15e en 16e eeuw en zijn een mix van stijlen uit Tibet, Kashmir en Newahkunst uit Nepal. De Dukhang is de plaats waar Rinchen Tsangpo gewoond zou hebben. Gerestaureerde beelden van Dipankara, Gautama Boeddha en Maitreya staan in een zijvertrek.
De Lhakhang Karpo (witte tempel) heeft een hoog plafond met dunne houten pilaren van deodarcederhout. Het plafond is gedecoreerd met geometrische figuren. De muurschilderingen uit de 15e en 16e eeuw zijn goed bewaard gebleven.

## Afbeeldingen

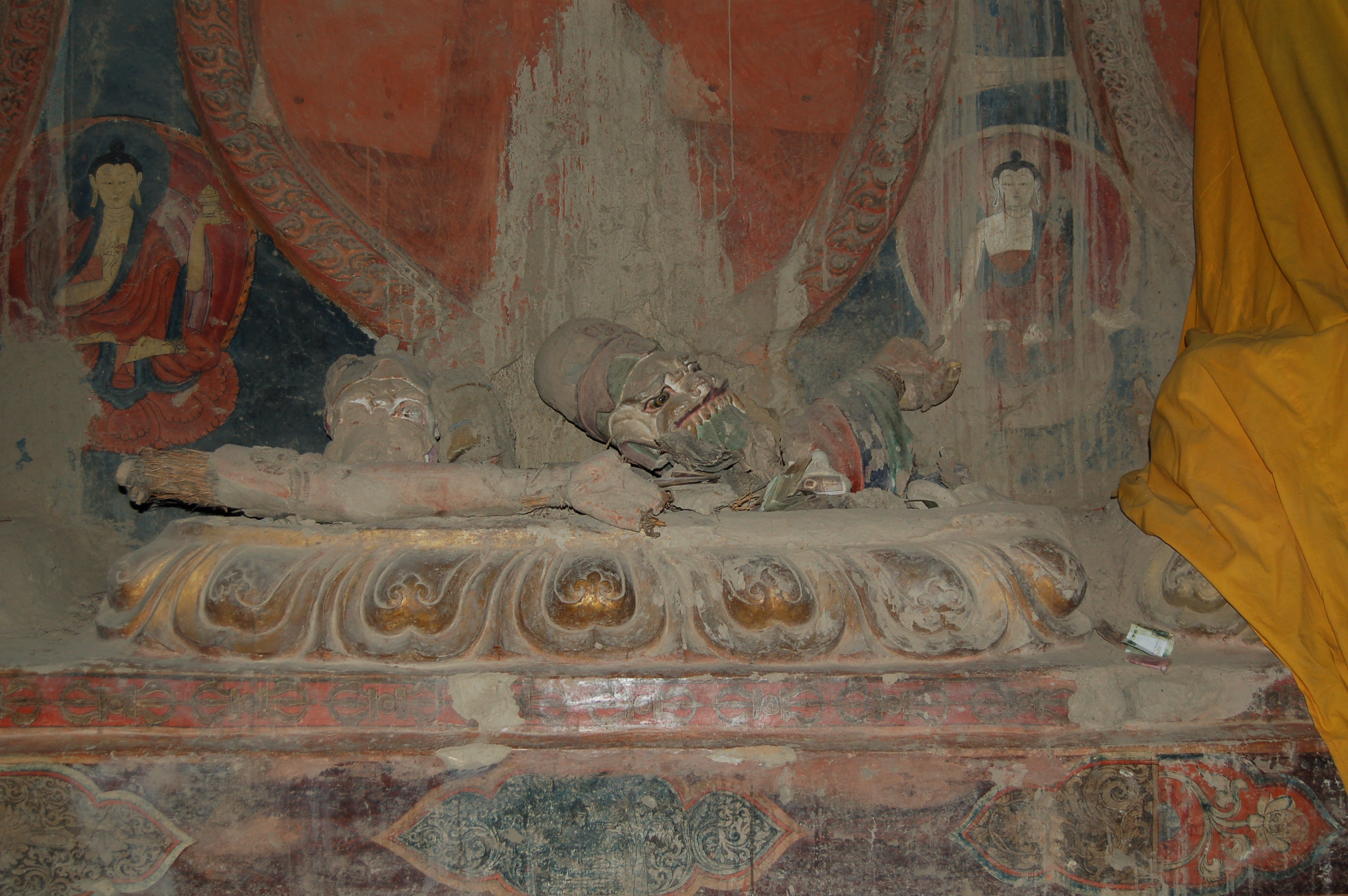
Vernielde heiligdommen in het Tholingklooster
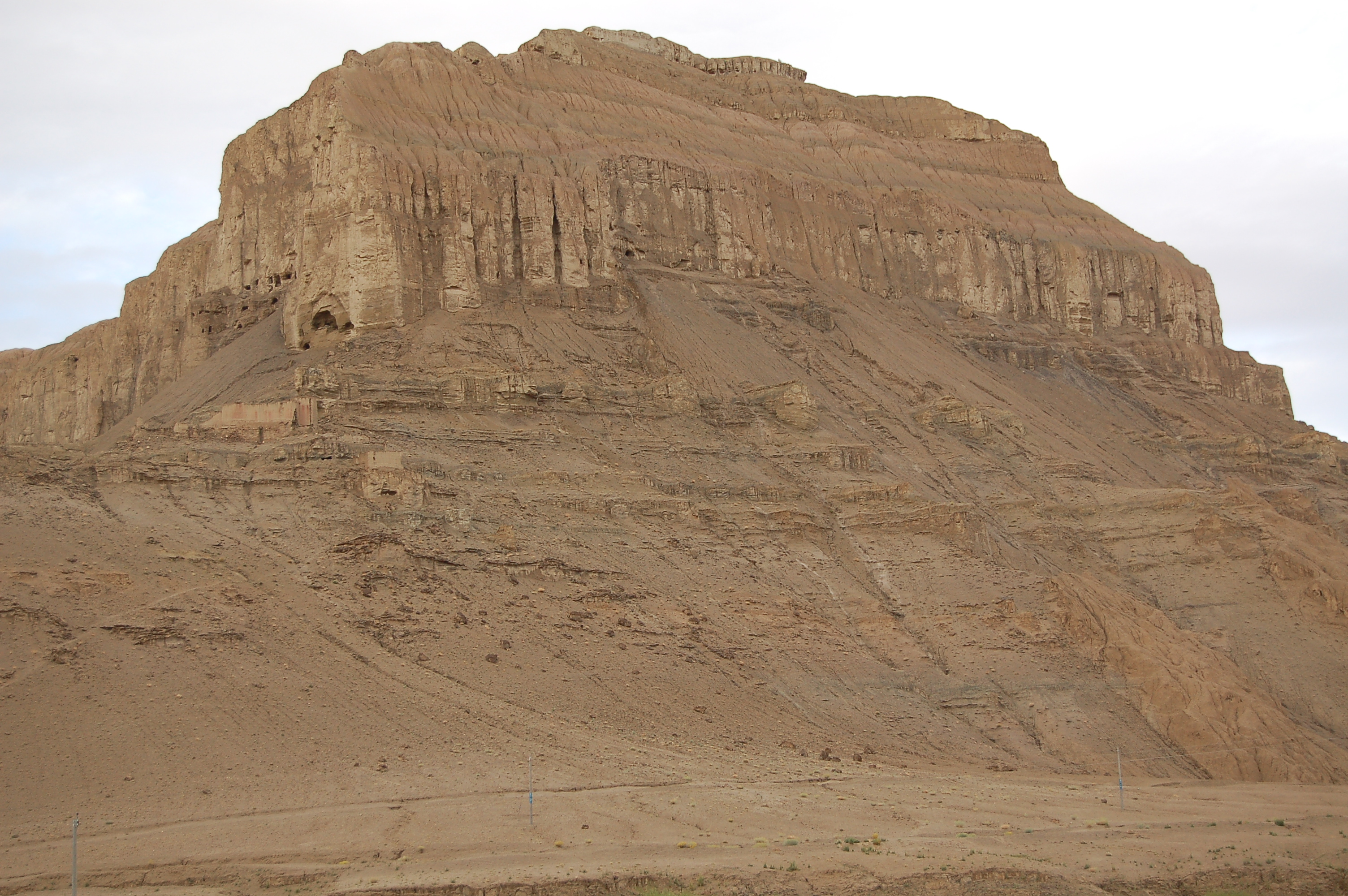
Grotten nabij het klooster
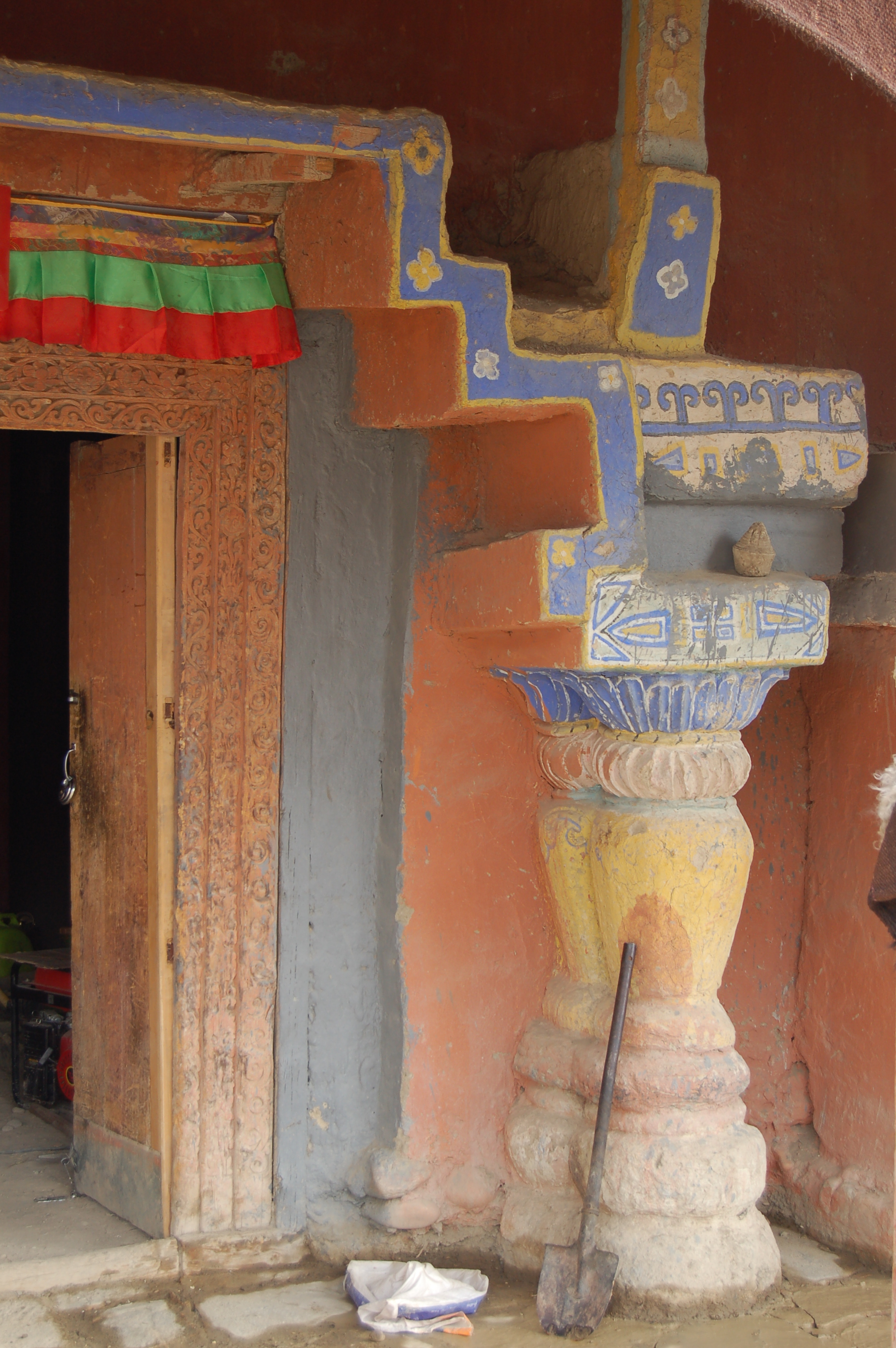
Ingang van de Witte tempel
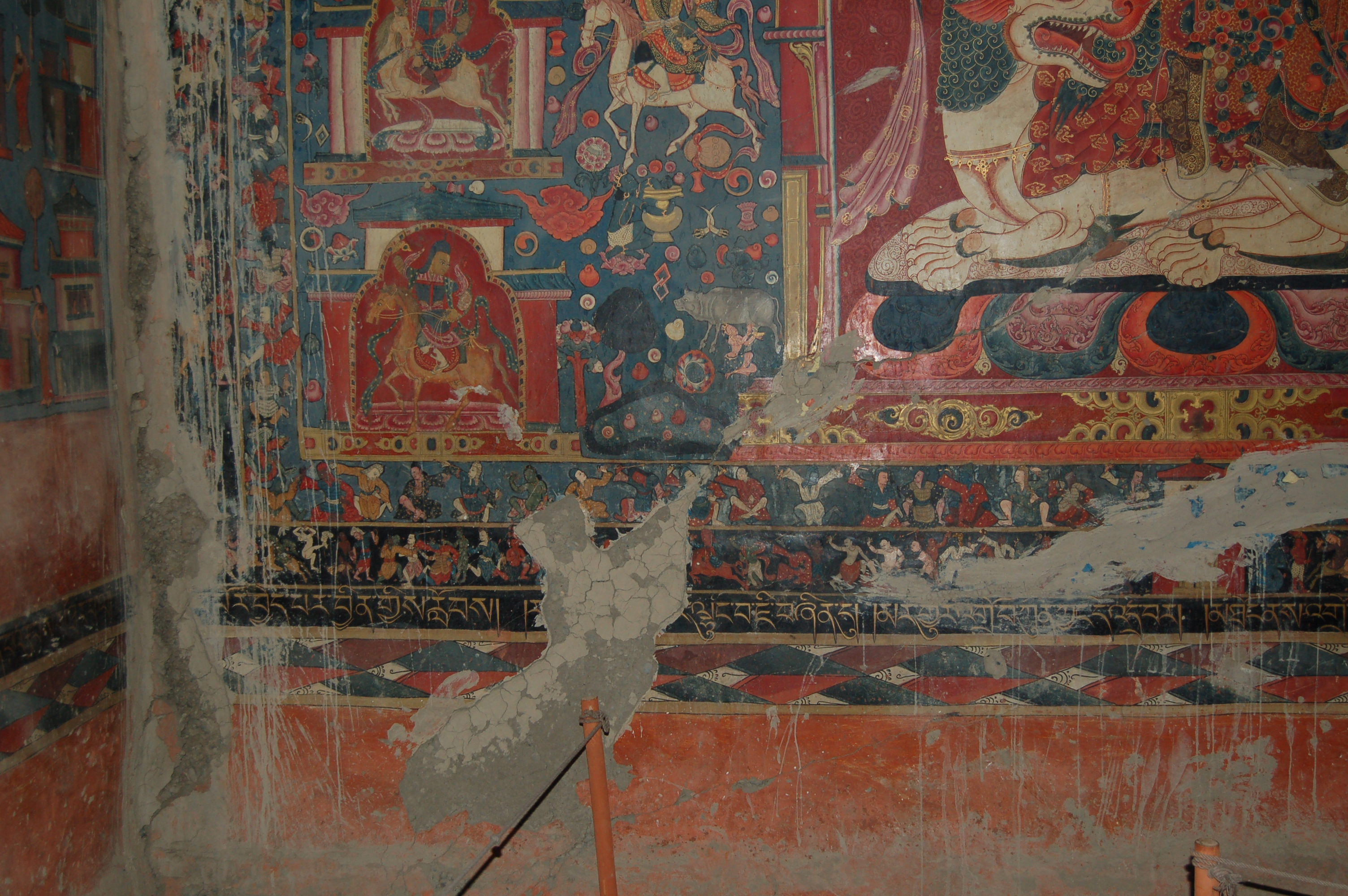
Muurschildering witte tempel, details
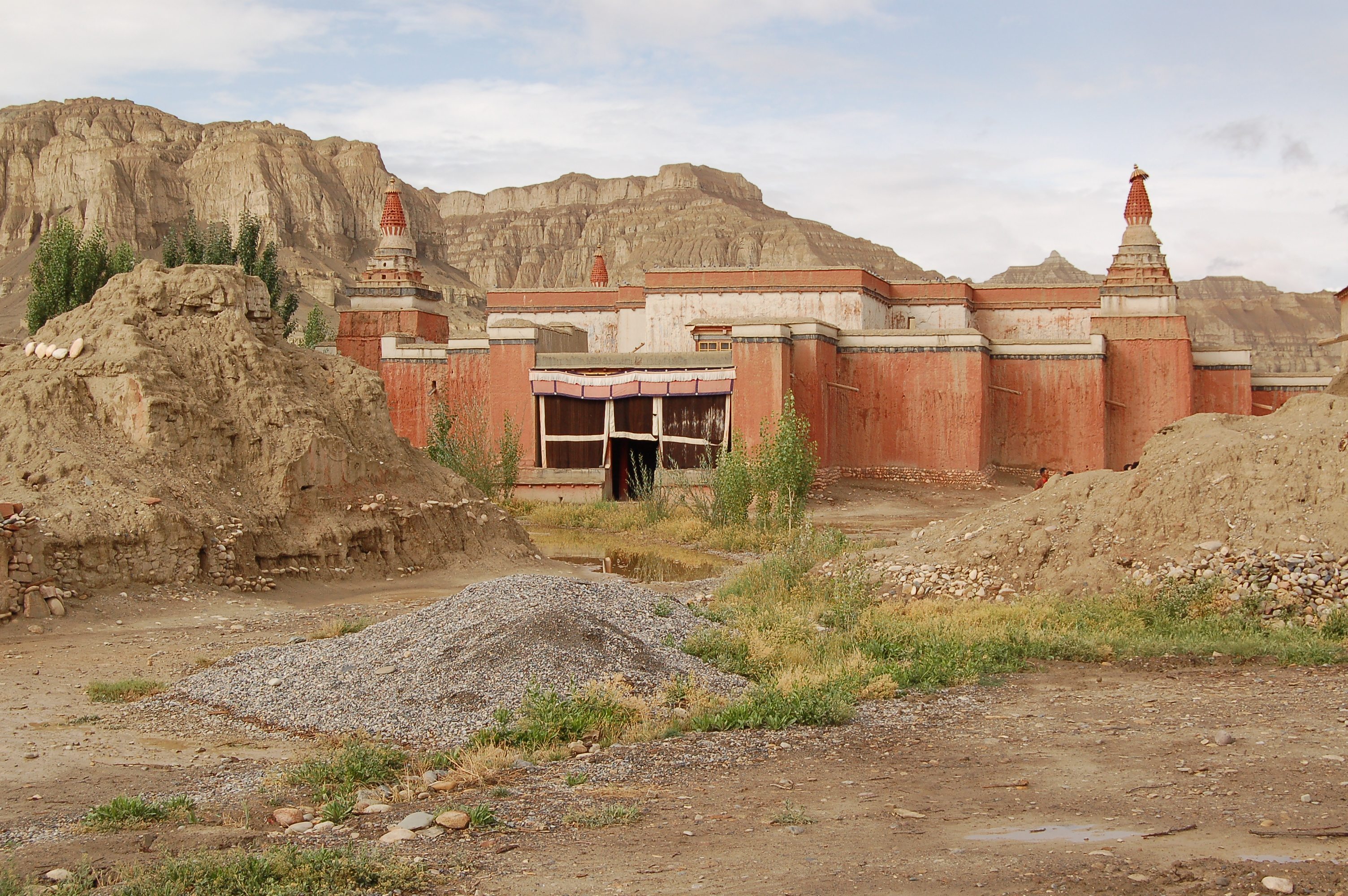
De rode tempel (2007)